# Hraběšice
Hraběšice (en allemand : Rabenseiten) est une commune du district de Šumperk dans la région d'Olomouc, en République tchèque. Sa population s'élevait à 193 habitants en 2023.

## Géographie
Hraběšice se trouve à 8 km à l'est de Šumperk, à 45 km au nord-nord-ouest d'Olomouc et à 190 km à l'est de Prague.
La commune est limitée par Sobotín au nord et à l'est, par Oskava au sud-est, par Nový Malín au sud, et par Vikýřovice à l'ouest.

## Histoire
La première mention écrite de la localité date de 1569.

## Galerie

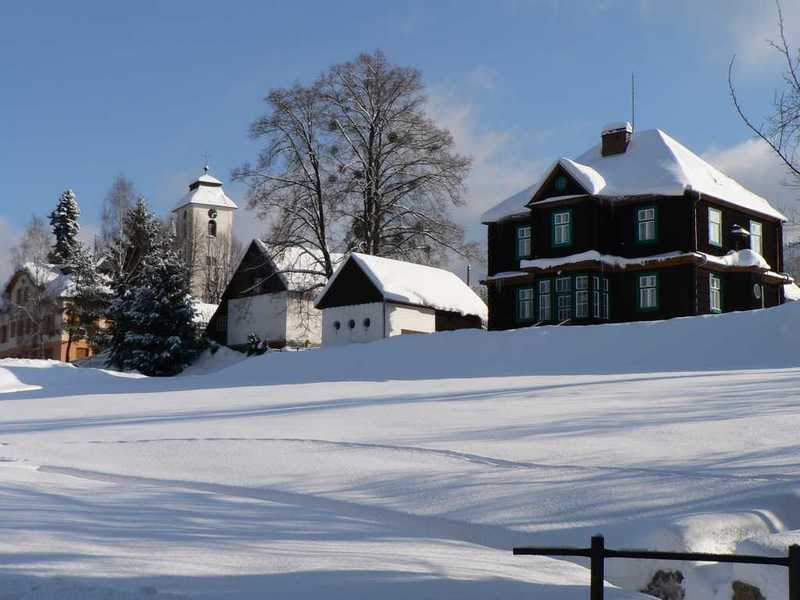
Hraběšice sous la neige.
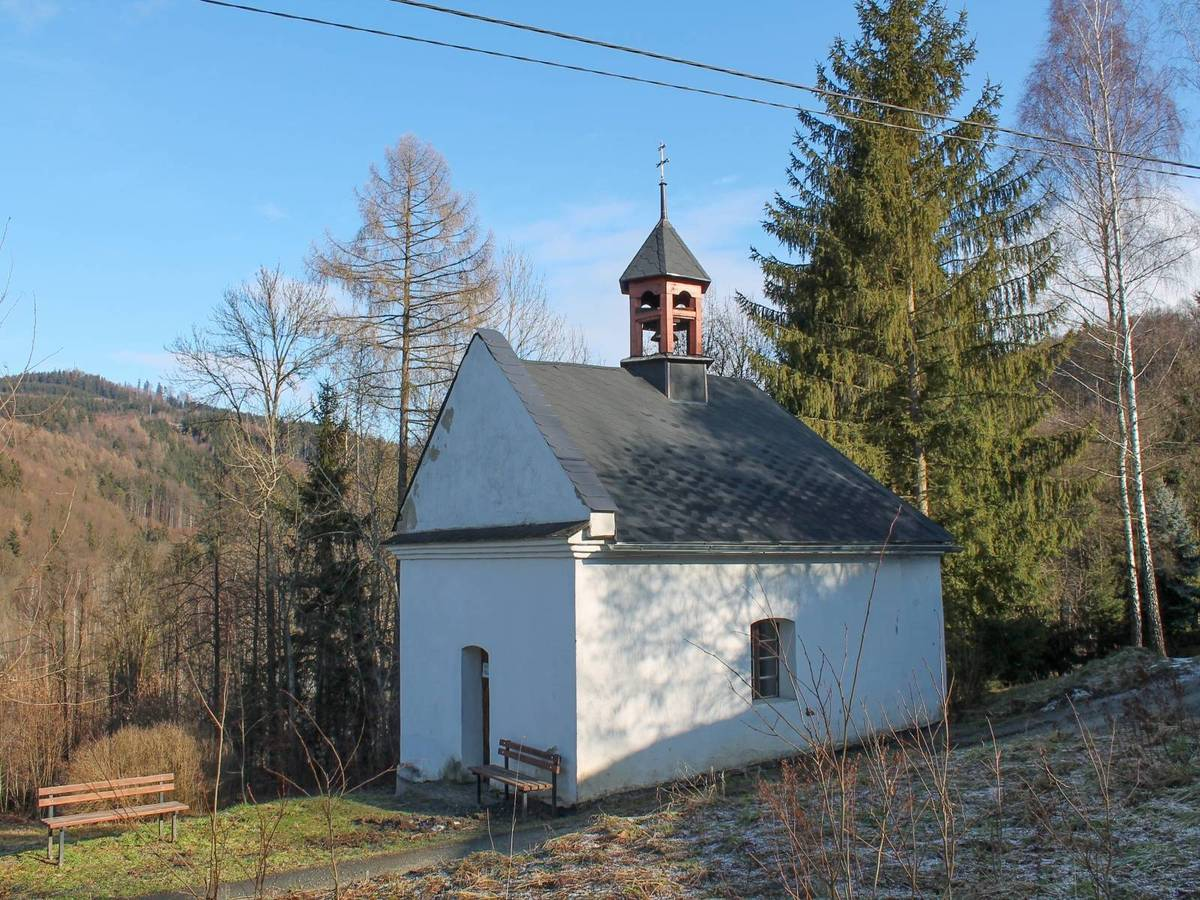
Chapelle à Hraběšice.

## Transports
Par la route, Hraběšice se trouve à 10 km de Šumperk, à 60 km d'Olomouc et à 250 km de Prague.